# Zespół Pokazowy Skorpion
Skorpion – grupa pokazowa latająca na czterech śmigłowcach Mi-24. Zespół powstał w 1991 w 56 Pułku Śmigłowców Bojowych w Inowrocławiu z powodu zbliżających się pierwszych pokazów lotniczych w Polsce, jakimi były pokazy w Poznaniu. Później grupa regularnie prezentowała się na pokazach w Polsce i za granicą. Zespół z Inowrocławia został zawieszony w 1998 roku. Nie miał oficjalnej nazwy, a nazwa Skorpion tyczy się grupy z 49. PŚB z Pruszcza Gdańskiego, która powstała w 2000 roku.